# Magyarpolány
Magyarpolány (tyska: Polan) är en ort (by) i provinsen Veszprém i västra Ungern. Orten har 1 268 invånare (2024), på en yta av 26,96 km². Den ligger cirka 7 kilometer norr om Ajka.